# Cagliostrin dvorac
Cagliostrin dvorac (jap. Rupan sansei: Kariosutoro no shiro; eng. The Castle of Cagliostro) je japanski anime humorni pustolovni film iz 1979. kojeg je režirao Hayao Miyazaki. To je Miyazakijev prvi dugometražni animirani film, a drugi iz serijala o lopovu Lupinu III. U njemu su se pojavili slavni likovi iz serijala Lupin III koji su ovom prilikom završili u izmišljenoj kneževini Cagliostro.
Prema nekim kritičarima, to je najbolji animirani film o Lupinu III. U časopisu Animage, "Cagliostrin dvorac" je 1980. osvojio peto mjesto na listi najboljih anime ostvarenja godine s 458 glasom.

## Radnja
Nakon uspješne pljačke casina i bijega od policije, lopov Lupin i njegov kolega Jigen shvate da je novac koji su ukrali zapravo bezvrijedan jer je falsificiran. Kako bi otkrili autore falsificiranih novčanica, njih dvoje slijede trag koji ih vodi do tajnovite i slikovite kneževine Cagliostro, najmanje države svijeta koja ima samo 3.500 stanovnika. Lupin i Jigen tamo stignu autom no zaustave se zbog kvara na cesti. Upravo kada poprave vozilo, prestigne ih djevojka Clarissa koju progone neki kriminalci. Lupin ju pokuša spasiti, ali neuspješno jer ju kriminalci otmu u brodu. 
No on je od nje dobio tajnoviti prsten i otkrio da ju zatvorenom u dvorcu drži zli grof Cagliostro koji ju kani prislino oženiti, a usput se bavi i falsificiranjem novca. Lupin se sjeti da mu je ta djevojka jednom spasila život te ju odluči spasiti iz dvorca. U dvorac stigne i inspektor Zenigata i njegovi policajci da bi dali pojačanje grofu Cagliostru, ne znajući da pomažu zločincu i diktatoru. No, Lupin i Jigen se ne daju smesti te uspiju osloboditi Clarissu, dok Cagliostro pogiba u svojem dvorcu pokušavajući uz pomoć prstena otkriti tajno blago. Iako je Clarissa htjela da Lupin ostane u njenom kraljevstvu, on i Jigen odlaze i nastavljaju bijeg od inspektora Zenigatea.

## Glasovi
- Yasuo Yamada kao Arsene Lupin III.
- Kiyoshi Kobayashi kao Jigen Daisuke
- Sumi Shimamoto kao Princeza Clarissa
- Taro Ishida kao Vojvoda Cagliostro
- Goro Naya kao Inspektor Zenigata

## Distribucija
1979. Tokyo Movie Shinsha je pustio originalnu verziju u kinma Japana. 1991. MGM je stvorio verziju s titlovima za američka kina. MGM i UA Home Video zajedno su objavili film na videu 1992. u sinkroniziranoj, engleskoj verziji. Ta je sinkronizacja bila kritizirana jer izbacila sve tragove japanskih slova i previše izmijenila prijevod dijaloga. 2000. Manga Entertainment je stvorio potpuno novu sinkronizaciju, koja je bila hvaljena zbog razmjerno vjernog prijevoda. 2006. pojavilo se posebno izdanje filma na DVD-u koje je između ostalog nudilo i intervju s redateljom animacije Yasouom Otsukom te skice filma. Za sada se film još uvijek nije pojavio na tržištu Hrvatske.

## Nagrade
- Nominacija za Nagradu Saturn (najbolji međunarodni film).
- Osvojen Mainichi Film Concours (najbolji film).

## Zanimljivosti
- Disneyjev animirani film "Veliki mišji detektiv" z 1986. dijeli mnogo sličnih scena s ovim filmom, pogotovo pri obračunu na satu.[1]
- Doista je postojala stvarna ličnost zvana Alessandro Cagliostro, alkemist, mason i krivotvoritelj iz 18. stoljeća, koji je bio uzor tvorcima pri pisanju priče.
- Postoji duga legenda da je Steven Spielberg vidio film kada je prikazan na Canneskom filmskom festivalu te da je izjavio da se radi o jednom od "najboljih pustolovnih filmova svih vremena". Iako ta glasina nikada nije potvrđena, Manga Video ju je stavila na koricama DVD-a 2000.
- Ovo je bio posljednji službeni Lupin projekt za Miyazakija; kasnije je režirao još samo dvije epizode serije "Shin Rupan Sansei" 1980. pod pseudonimom Tereki Tsutomu prije nego što je zauvijek ostavio Lupina.
- Sumi Shimamoto je htjela posuditi glas anime seriji "Akage no An", ali nije dobila ulogu. Ipak, čuo ju je Miyazaki te joj je dao ulogu Clarisse u ovom filmu.
- Miyazaki isprva nije trebao režirati "Cagliostra", nego Yasuo Otsuka. Otsuki se nije svidio prvotni scenarij pa je zamolio Miyazakija da ga prepravi, što je ovaj i učinio te dobio i posao redatelja.

## Kritike
| „              | Naravno, to nije veliki trijumf za filmotvorstvo, ali je ipak zabavno. | ” |
| — Marc Savlov, |                                                                        |   |

| „                   | Sa svojim kaskaderskim scenama izvan ovog svijeta, pametnim dijalozima i neobičnom režijom, "Cagliostrin dvorac" se izdvaja kao pravo remek-djelo među anime filmovima. | ” |
| — Charles McCarter, | |   |

| „       | Najbolja stvar u ovom filmu je ta da se odbija shvatiti ozbiljno. Obožavao sam kako vas događaji u priči zadirkuju tako suptilno, pripremajući vas na neku dramatičnu sekvencu, i onda bum!, lupe vas tipičnim Lupinskim humorom. Krivim briljantni scenarij koji me je natjerao da se smijem i poistovjetim s likovima..."Cagliostrin dvorac" je svjedočenje majstorskom pisanju stare škole. Većini modernih anime filmova nedostaje stil i flair ovog filma, automatski ga izdvajajući kao veliko neonsko svjetlo. Kakav prekrasan put natrag u vrijeme kada su takve stvari bile važne u animeima. | ” |
| — Kain, | |   |

| „          | Iako neću reći da je ovo savršen anime, imao sam zbilja problema naći bilo kakve mane u njemu. Jedino što sam našao je da se pomalo osjeća zastarjelim, kao da gledate stari američki crtić. No, ni to možda i nije loša stvar. Da budem iskren, "Caglisotrin dvorac" je nevjerojatan i ne biste trebali imati izgovor ne gledati ga. Ovo je jedan film koji odmah odlazi na listu mojih najdražih animea svih vremena, a pripada i na vašoj listi. | ” |
| — Keitaro, | |   |

## Vanjske poveznice
- Cagliostrin dvorac u internetskoj bazi filmova IMDb-a
- Nausicaa.net  Arhivirana inačica izvorne stranice od 22. kolovoza 2006. (Wayback Machine)
- Rottentomatoes.com
- Prijelomni anime
- Recenzija na Anime News Network
- Lupin III Encyclopedia